# What.
Título a ser usado para criar uma ligação interna é What..
What. (também chamado de Bo Burnham: what.) é um álbum e rotina de comédia stand-up de 2013 do comediante e músico americano Bo Burnham. É seu primeiro show após seu especial de comédia de 2010, Words Words Words. Como a maioria dos trabalhos ao vivo de Burnham, o show consiste em comédia musical, comédia de adereços, mímica, piadas observacionais e a inversão de clichês da comédia estabelecida. A rotina recebeu críticas positivas.
A apresentação ao vivo estreou no Regency Ball Room em São Francisco em 17 de dezembro de 2013,[carece de fontes?] enquanto o álbum é derivado de uma apresentação ao vivo do mesmo set no Barrymore Theatre em Madison, Wisconsin. Além da apresentação ao vivo, o álbum conta com cinco faixas de estúdio: "Repeat Stuff", "Eff", "Nerds", "Channel 5: The Musical" e "Hell of a Ride". Ao contrário das outras faixas, "Repeat Stuff" foi tocada durante o show ao vivo (como uma versão apenas para piano) e mais tarde foi lançada como single com um videoclipe. What. foi lançado no YouTube e Netflix em 17 de dezembro de 2013, e o álbum foi lançado via iTunes no dia seguinte.

## História
Burnham ficou famoso por postar músicas em sua página do YouTube com tons satíricos, engraçados e ofensivos. Ele assinou contrato com a Comedy Central Records e lançou seu primeiro EP, Bo fo Sho, em 2008. Ele lançou seu álbum de estreia, Bo Burnham, em 2009. Ele viajou extensivamente durante esse período, reunindo material para seu primeiro stand-up oficial do Comedy Central. Words Words Words foi gravado em 2010 no House of Blues em Boston e recebeu elogios. Mais tarde, Burnham publicou um livro de poesia best seller do New York Times intitulado Egghead: Or, You Can't Survive on Ideas Alone e escreveu e estrelou a série de mockumentary Zach Stone Is Gonna Be Famous na MTV.
Burnham passou três anos escrevendo What., que foi lançado gratuitamente no YouTube e Netflix em 17 de dezembro de 2013, com o dinheiro que Burnham ganhou com a turnê usado para financiar o especial. O vídeo do YouTube teve mais de 24 milhões de visualizações em agosto de 2022. Burnham teve 12 ataques de pânico durante uma turnê. mas nunca tinha tido ataques de pânico antes disso. Influenciou a escrita de sua próxima performance stand-up, Make Happy (2016), após a qual ele abandonou a comédia ao vivo até retornar com Inside (2021).

## Álbum
What. foi lançado pela Comedy Central Records para download na Amazon e na iTunes Store em 17 de dezembro de 2013. O álbum traz cinco novas canções de estúdio: "Repeat Stuff", "Eff", "Nerds", "Channel 5: The Musical" e "Hell of a Ride". Ao contrário das outras faixas, "Repeat Stuff" foi tocada durante o show ao vivo (como uma versão apenas para piano) e mais tarde foi lançada como single com um videoclipe que ganhou mais de 16 milhões de visualizações no YouTube em outubro de 2021.

### Lista de faixas
| N.º            | Título                    | Duração |  |
| 1.             | "Intro"                   | 9:29    |  |
| 2.             | "Sad"                     | 4:23    |  |
| 3.             | "I F--k Sl--ts"           | 3:21    |  |
| 4.             | "WDIDLN?"                 | 1:56    |  |
| 5.             | "Left Brain, Right Brain" | 6:34    |  |
| 6.             | "#deep"                   | 4:04    |  |
| 7.             | "Beating Off in A Minor"  | 2:30    |  |
| 8.             | "Poems"                   | 3:27    |  |
| 9.             | "From God's Perspective"  | 4:21    |  |
| 10.            | "Andy the Frog"           | 3:13    |  |
| 11.            | "Out of the Abyss"        | 3:40    |  |
| 12.            | "Repeat Stuff"            | 5:21    |  |
| 13.            | "We Think We Know You"    | 6:54    |  |
| 14.            | "Repeat Stuff"            | 4:54    |  |
| 15.            | "Eff"                     | 2:50    |  |
| 16.            | "Nerds"                   | 3:26    |  |
| 17.            | "Channel 5: The Musical"  | 4:32    |  |
| 18.            | "Hell of a Ride"          | 4:24    |  |
| Duração total: | Duração total:            | 1:15:56 |  |

## Recepção
Recepção para what. foi positiva. Mark Monahan, do The Daily Telegraph, escreve: "Se sua estreia em Edimburgo foi mais impressionante do que ridiculamente engraçada, esta sequência relâmpago, constantemente errada e ainda mais ambiciosa é supremamente as duas coisas", e deu o show 5 de 5 estrelas. Brian Logan do The Guardian deu ao show 4 de 5 estrelas, descrevendo-o como um "ataque frontal total de música e meta-comédia que deixa você com falta de ar", com "nenhuma frase fora do lugar, nem uma que seja não está lá para um efeito cômico desestabilizador", embora Logan tenha notado que "a comédia de Burnham tem um traço depressivo, e seu material é muitas vezes vil". Outro escritor do The Guardian resumiu o show escrevendo: "Burnham mistura o completamente vulgar com canções sofisticadas e influenciadas pelo hip-hop que fazem referência a Shakespeare e apresentam muitas piadas sobre sexo." Jason Zinoman, do The New York Times, escreve que o programa tem um "estilo satírico maníaco", que é "ambicioso e às vezes inspirado", mas contém "uma tensão no centro deste programa que permanece sem solução".

## Posições nas paradas
What. estreou na parada de álbuns de comédia da Billboard na posição #2, em 4 de janeiro de 2014, alcançando a posição #1 em 18 de janeiro de 2014, e permanecendo na parada por 77 semanas. Ficou na parada de álbuns independentes por 4 semanas, chegando à posição #31. What. teve vendas na primeira semana de 10.000 cópias.[carece de fontes?]